# Ester metylowy monenzyny
Ester metylowy monenzyny A – organiczny związek chemiczny, syntetyczna pochodna naturalnego antybiotyku jonoforowego monenzyny A.
Związek ten rozpuszcza się dobrze w rozpuszczalnikach organicznych takich jak: metanol, etanol, octan etylu, aceton, chloroform, chlorek metylenu.
Ester metylowy monenzyny A jest pierwszą pochodną jonoforu karboksylowego, dla której wykazano zdolność do tworzenia kanału protonowego.
Ponadto związek ten kompleksuje niektóre kationy litowców: Li+, Na+, K+; oraz kationy berylowców: Mg2+, Ca2+, Sr2+, Ba2+. Wykorzystuje się go również w elektrodach jonoselektywnych.

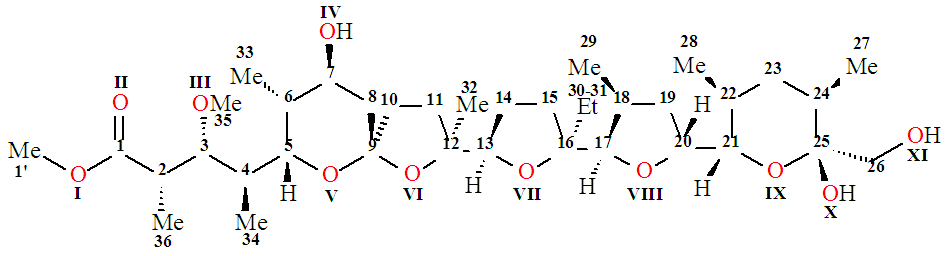
Numeracja atomów węgla oraz atomów tlenu w cząsteczce estru metylowego monenzyny A